# In-situ projekty na ochranu supa mrchožravého

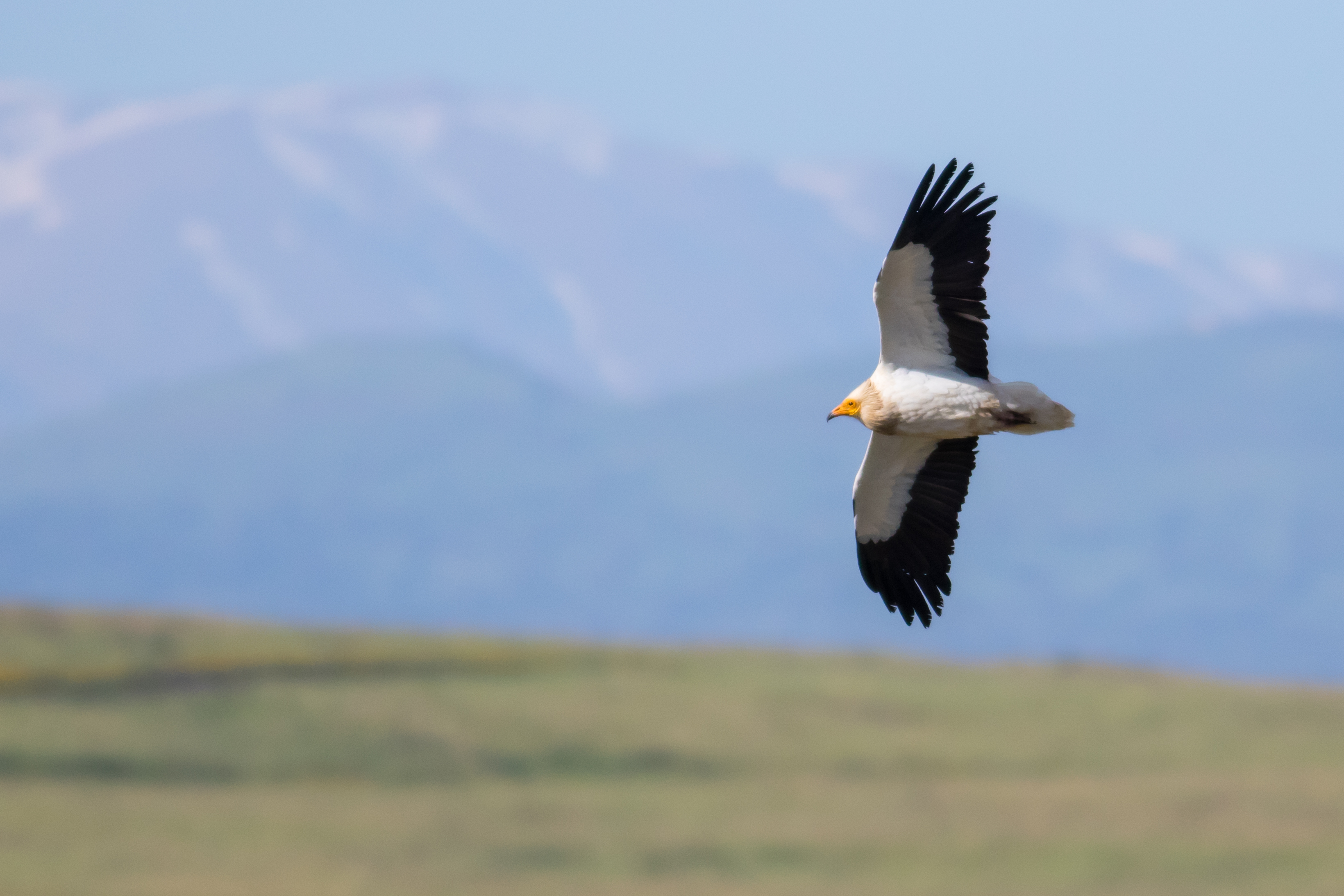
Sup mrchožravý

In-situ projekty na ochranu supa mrchožravého jsou ochranářské aktivity, které se zabývají možnostmi odchovu a navracení jedinců tohoto nejohroženějšího evropského supa do volné přírody v Itálii a na Balkánském poloostrově. 
Roku 2012 byl zřízen Evropský záchovný program, jehož hlavním koordinátorem je Zoologická zahrada v Praze, která se chovu supa mrchožravého věnuje od roku 1936.

## Účast Zoo Praha
Zoo Praha patří mezi nejvýznamnější chovatele supa mrchožravého v Evropě a vede také evropský záchovný program pro tento druh. Proto rovněž iniciovala in-situ aktivity a podílí se na obnově populací přímo v evropské přírodě. Evropská populace tohoto nejmenšího supa totiž během posledních tří generací supa mrchožravého klesla na méně než polovinu. V případě balkánské populace se dokonce jedná o pokles o 70 %.
Zoo Praha proto podporuje organizaci Green Balkans, která připravuje podmínky pro návrat supů do balkánské přírody. Zoo se zároveň podílela na vypouštění supů v Itálii. Zároveň se snaží o rozšiřování chovu a populace v evropských zoo, a tím zvýšení potenciálu návratu do míst přirozeného výskytu.

## Spolupráce na Balkáně
Balkánská populace supů mrchožravých je na Červeném seznamu IUCN řazena do kategorie „kriticky ohrožený“, přitom z Balkánu vede jedna ze dvou hlavních tahových cest supů. Třetina celé balkánské populace – tedy necelých 30 dospělých párů – žije v Bulharsku. Z toho důvodu začala Zoo Praha roku 2013 aktivizovat a vytvářet ochranářský projekt s bulharskou ochranářskou organizací Green Balkans. Dlouhodobým cílem aktivit je návrat supů mrchožravých vylíhnutých v lidské péči do hor na Balkánském poloostrově. Jednou z nutných podmínek k dosažení tohoto vytyčeného cíle je úspěšně rozmnožovat supy v chovatelských institucích, aby byl zajištěn dostatek mladých jedinců vhodných k vypuštění. 
V první etapě projektu Zoo Praha finančně pomohla organizaci Green Balkans s výstavbou chovných voliér pro supy. Záchranné stanici Green Balkans ve Staré Zagoře v Bulharsku poskytla 16 000 euro na výstavbu tří voliér. Ty slouží jednak k umístění zraněných či jinak handicapovaných jedinců z volné přírody, jednak k sestavování potenciálních chovných párů a rovněž k samotnému chovu. Odchovaná mláďata jsou určena k vypuštění do přírody. Prostředky byly využity i na analýzu DNA k určení pohlaví ptáků, kteří jsou kvůli hendikepu v záchranné stanici a nemohou být vypuštěni zpět do volné přírody. Právě tito supi jsou návazně koordinátorem z Prahy rozmisťováni do evropských zoo.
Další podpora z pražské zoo byla určena na financování výstavby krmného místa pro supy v Bulharsku s rozpočtem 7 500 euro. Krmné místo supům poskytuje dostatek potravy v době, kdy pečují o mláďata, a po dlouhé migrační cestě z Afriky slouží jako první zastávka, kde ptáci načerpají ztracenou energii. Právě kvalitní síť krmných míst snižuje rizika spojená s úhyny supů po pozření otrávené návnady.
V srpnu 2016 proběhlo v rámci reintrodukčního programu také vlastní vypouštění tří mláďat do oblasti pohoří Stara Planina v Bulharsku. Jednalo se o dvě mláďata z vídeňské Tiergarten Schönbrunn a mládě, jež se narodilo v Paříži, ale které bylo odchováno pěstouny v Zoo Praha.
V roce 2017 za pomoci sponzora zajistila pražská zoo finanční prostředky na zakoupení SUV vozu pro organizaci Green Balkans k zajištění dostupnosti do vzdálených míst v málo přístupném terénu.
V srpnu 2018 došlo k převozu dvou supů mrchožravých z Česka do Bulharska. Jedno z mláďat se narodilo v Zoo Praha, druhé v Zoo Zlín. Obě byla v rámci vzájemné spolupráce odchována v pražské zoo a následně převezena právě do bulharského pohoří Východní Rodopy.
V letech 2016–2018 bylo do Bulharska převezeno 10 mláďat narozených ve čtyřech evropských zoo (Praha, Zlín, Vídeň, Paříž). Zoo Praha se na tom podílela pěti vlastními odchovy a dvěma pod pěstouny.
V únoru 2019 byl převezen jeden z pražských chovných párů (Lilly a Andy) do záchranné stanice ve Stare Zagoře. Cílem je snazší a operativnější přesun mláďat při reintrodukčních akcích. Dvě nově odchovaná mláďata tohoto páru by měla být v průběhu srpna 2019 vypuštěna do volné přírody.
Na počátku srpna 2019 došlo k transportu dvou mláďat (samiček) odchovaných v Zoo Praha (jedno z nich se narodilo v Zoo Zlín) do bulharských hor, kde dojde k vypuštění do volné přírody. Jedná se o ukázku dlouhodobé spolupráce úspěšných chovatelů supů Zoo Praha a Zoo Zlín, která vyúsťuje v návratu supů do volné přírody.

## Vypouštění v Itálii
Aktivity na poli ochrany supů mrchožravých v přírodě se neomezují pouze na Bulharsko. V rámci vedení Evropského záchovného programu (EEP) se pracovníci Zoo Praha v srpnu 2015 zúčastnili převozu čtyř mladých supů do Itálie. Cílem akce bylo vypustit čtveřici ptáků společně s dvěma jedinci z toskánské chovné stanice CERM do přírody. Dva ze čtyř zmíněných supů se vylíhli v Zoo Praha, jedno mládě bylo ze Zoo Zlín a poslední ze zoo v Jerez la Frontera ve Španělsku. Jako místo vypuštění byl zvolen hluboký vápencový kaňon Gravina di Laterza v italské Apulii. 
Supi byli před vypuštěním označeni vysílačkami, které umožňují sledování ptáků v terénu, a následně převezeni do vypouštěcí skalní niky – sítí chráněného výklenku ve skále, kde si několik dnů před vypuštěním zvykají na nové podmínky. Krmení i napájení bylo během aklimatizace a pobytu ve vypouštěcí nice prováděno shora tak, aby ptáci nepřišli do kontaktu s lidmi. Po celou dobu příprav byli ptáci sledováni kamerou. Vypuštění proběhlo ve formě stržení sítě, která chrání výklenek. 

## Chov hendikepovaných jedinců
Pod vedením Zoo Praha jsou do partnerských zoo umisťováni také trvale hendikepovaní supi z přírody, kteří se vinou svého zranění nemohou vrátit do volnosti. V zoologických zahradách se stávají cennou posilou chovu.